# 廣電三法
廣電三法，是中華民國法律的三項廣播電視相關法律，包括《廣播電視法》、《有線廣播電視法》、《衛星廣播電視法》。為了推動通訊匯流，最早自2002年起，陸續有多次修法。

## 法律名稱和定義
《廣播電視法》於1975年制定通過，為促進廣播、電視事業之健全發展，維護媒體專業自主，保障公眾視聽權益，增進公共利益與福祉，維護視聽多元化，特制定本法。
《有線廣播電視法》於1993年制定通過（原名《有線電視法》），是管理有線電視和有線廣播的法律。
《衛星廣播電視法》（衛廣法）於1999年制定通過，是管理衛星電視和衛星廣播的法律。

## 重要修正案與爭議

### 2003年「三法整併」及「黨政軍退出媒體」修正案
於2003年陳水扁政府時期由行政院新聞局提出，目標是將三法整併，並將訴求已久的「黨政軍退出媒體條款」納入法規。2003年12月，黨政軍退出媒體部份完成三讀，但三法整併則未有下文。

### 2010年「放寬黨政軍進入媒體門檻」修正案
於2009年馬英九政府時期，由國家通訊傳播委員會先行提出，並在2010年7月通過行政院會議，擬放寬黨政軍間接投資媒體百分之十股份，隨即由行政院長吳敦義出面說明將不會納入政黨，並暫停推動立法。但在之後的廣電三法的修正及朝野協商中又多次被提出。

### 2013年「反媒體壟斷」修正案
2013年1月10日，民進黨提出反媒體壟斷修正草案，國民黨籍立法委員吳育昇代表國民黨黨團表示支持民進黨提出的《廣電三法》修正案於次日完成三讀。台大政研所碩士生侯漢廷（國民黨青年團）、文化大學博士生林明正（新黨）、政大外交系碩士生王炳忠（新黨）等三位研究生，組成中旺之心同盟，至立院門口靜坐，表達支持旺中案、反對修法的態度。
但疑因對旺中集團、富邦集團、中信集團、台灣產險有影響。由國民黨行政院提名之國家通訊傳播委員會，其中翁柏宗和謝煥乾漏夜召開記者會，批修法草率，並提出多項質疑。馬英九總統與行政院長陳冲見面會商後，國民黨中央急踩煞車喊卡。1月11日，國民黨團在立法院將民進黨版修正案由議程的第一案撤下，進行朝野協商，以議事程序封殺此案。青年聯盟人員到立法院進行抗議。

## 分組付費
台灣的有線電視系統經營者長期以來習慣於以政府核可的最高費率向收視戶收取費用，強迫收視戶接受太多不需要的頻道。國家通訊傳播委員會（NCC）於2019年起推行有線電視分組付費政策，要求系統經營者必須至少提供2種基本頻道組合供用戶選擇。第1種組合必須包含必載的13個頻道，收費上限為200元；第2種則由業者自行挑選較受歡迎的頻道組成，收費上限為600元，業者也可以提供3種以上的頻道組合讓用戶擁有更多選擇。分組付費政策於2022年正式實施。

## 無線電視台必載
2012年7月無線電視數位化，但因規定除無線台主頻和公視HD台（現公視3台）外其他頻道無需必載，有線收視戶無法收看其他無線台數位頻道節目；造成收視戶權益受損，無線台數位化政策也大打折扣。
2013年立法院完成廣電三法修正草案初審，採行政院版修正必載規定為「1+N」，隨即交付朝野協商；中華民國電視學會、中華民國衛星廣播電視事業商業同業公會等提出不同版本，而台灣團結聯盟立法院黨團更主張20個無線台頻道應全數必載。因涉及利益問題，造成無線台和有線系統雙方角力，演變成互鬥。這其中更以屬同集團的台視與非凡電視及中視與中天電視在報導相關新聞時立場各異，甚為諷刺。壹電視新聞台等有線台在報導相關新聞時更表達反對立場。
2015年12月18日修正草案完成三讀，並於2016年元月6日修正公布。其中修正為無線電視台頻道必載數無限制，但2012年NCC對無線台必載頻道為主頻的函釋仍適用；後來以附帶決議的方式規定2018年有線電視系統全面數位化後應檢討該函釋並進行修法，看似維持當時的規定，但已增加有線系統必載無線台頻道數開啟一扇門。
2018年有線電視系統全面數位化，目前除中視經典台外其他無線電視台頻道均已列基本頻道上架於有線電視系統。

### 文化保護
2016年1月6日，立法院修正通過《廣播電視法》第19條，維持本國自製節目比率要達70%規定，新增主要時段播送本國自製戲劇節目應達同類型節目50%規定；另《衛星廣播電視法》也規定，主管機關得訂定相關本國節目比率限制。